# Mirosław Knapik
Mirosław Knapik (ur. 1 marca 1965) – polski bokser amatorski, mistrz Polski w kategorii lekkiej (1989) oraz finalista turnieju im. Feliksa Stamma (1989).

## Kariera amatorska
Pierwszy sukces na ringach amatorskich odniósł w 1982 roku, zdobywając brązowy medal mistrzostw Polski juniorów w kategorii koguciej. W 1984 roku triumfował na mistrzostwach Polski do lat 19, zdobywając złoty medal w kategorii piórkowej. W finale pokonał na punkty (4:1) Jerzego Ziętka. W tym samym roku triumfował również w turnieju o Złotego Żubra.
W 1989 roku zdobył mistrzostwo Polski w kategorii lekkiej. W finale tych zawodów pokonał na punkty (5:0) reprezentanta Gwardii Wrocław Janusza Ołdaka. W listopadzie tego samego roku doszedł do finału turnieju im. Feliksa Stamma w Warszawie. W finale przegrał nieznacznie na punkty (2:3) z reprezentantem Kuby Ferminem Espinozą.
Ostatni raz na mistrzostwach Polski rywalizował w 1990 roku, zdobywając brązowy medal w kategorii lekkiej.